# Temnora pseudopylas
Temnora pseudopylas là một loài bướm đêm thuộc họ Sphingidae.
Chiều dài cánh trước khoảng 20–22 mm. Nó rất giống loài Temnora pylas pylas, nhưng hơi lớn hơn, cánh trước và thân màu nâu hơi đỏ đến nâu hơi tía.
Ấu trùng ăn các loài Pentas bussei.

## Phân loài
- Temnora pseudopylas pseudopylas
- Temnora pseudopylas latimargo Rothschild & Jordan, 1903 (quần đảo Comoro)
- Temnora pseudopylas leptis Rothschild & Jordan, 1903 (Sierra Leone)